# Arlene McCarthy
Arlene McCarthy (født 10. oktober 1960) er siden 1994 britisk medlem af Europa-Parlamentet, valgt for Labour Party (indgår i parlamentsgruppen S&D).